# Bouaké
Bouaké (o Bwake) és la segona ciutat més gran a Costa d'Ivori. Té una població d'uns 775.300 habitants (cens 2002) i és la capital del departament homònim i de la regió de Gbeke. El departament i la ciutat es troben a la regió Vallée du Bandama. La ciutat està situada a la part central de Costa d'Ivori a uns 50 quilòmetres al nord-est del Llac Kossou, el llac més gran del país, uns 350 quilòmetres al nord d'Abidjan i uns 100 quilòmetres al nord-est de Yamoussoukro, la capital.
Bouaké és el nucli dels Baoulé i és coneguda per la seva artesania. L'economia es basa en la indústria del cotó. La ciutat va créixer en gran part de la dècada de 1970 després de la construcció de la central elèctrica al Llac Kossou que va inundar les terres a l'oest de la ciutat. Bouaké és coneguda pel seu gran carnaval i mercat i de la Catedral de Sainte-Thérèse. La ciutat compta amb un aeroport situat al nord-oest de la ciutat amb una pista de 3.300 metres.
Yaya Touré, migcampista del Manchester City, i els seus germans Kolo Touré i Ibrahim Touré van néixer a Bouaké.

## Història
A Bouaké va ser establert com un lloc militar francès en 1899 i és un centre administratiu des de 1914.
Actualment, els cascos blaus francesos i de les Nacions Unides resideixen a la ciutat a causa d'un alto el foc forçat entre el nord, controlat pels rebels, i el sud, controlat pel govern. Després d'haver fracassat l'intent d'enderrocar el president Laurent Gbagbo, les forces rebels FN (Forces Nouvelles) liderats per Guillaume Soro van fer de Bouaké seu centre de control. Posteriorment, la Universitat de Bouaké, inaugurada el 1996, es va tancar al setembre de 2002. Finançada per la Unesco, la universitat va reobrir les seves portes a l'abril de 2005.
El 4 de novembre de 2004, les forces governamentals van utilitzar Sukhoi-25 (Caças soviètics) per assaltar la ciutat com un moviment cap a la " alliberament territorial", segons el capità Jean-Noël Abadia de l'exèrcit de Costa d'Ivori. Korhogo, a 225 quilòmetres al nord de Bouaké, també va ser atacat.

## Economia
Principalment, productes derivats del tabaco i tèxtil i materials de construcció, també cotó i arròs. A part d'or, mercuri i manganès en mines properes.

## Evolució demogràfica
Durant la creació de la ciutat, el 1910, Bouaké va ser principalment poblada per indígenes Baoulé, emigrants i les tropes africanes de l'exèrcit francès. Després de la independència de Costa d'Ivori en 1960, la població era de 60.000. Deu anys més tard, la població es va duplicar gràcies a la immigració dels països veïns (Guinea, Mali, Burkina Faso, Níger i el Senegal) i a l'alta natalitat.
La població està constituïda essencialment per Baoulé de Ghana. Sent la segona ciutat més poblada de Costa d'Ivori, Bouaké rebre a immigrants estrangers i una forta immigració dels pobles indígenes de la regió.
| Evolució demogràfica de la ciutat de Bouaké (1921 – 2010) | Evolució demogràfica de la ciutat de Bouaké (1921 – 2010) | Evolució demogràfica de la ciutat de Bouaké (1921 – 2010) | Evolució demogràfica de la ciutat de Bouaké (1921 – 2010) | Evolució demogràfica de la ciutat de Bouaké (1921 – 2010) | Evolució demogràfica de la ciutat de Bouaké (1921 – 2010) | Evolució demogràfica de la ciutat de Bouaké (1921 – 2010) | Evolució demogràfica de la ciutat de Bouaké (1921 – 2010) | Evolució demogràfica de la ciutat de Bouaké (1921 – 2010) |
| --------------------------------------------------------- | --------------------------------------------------------- | --------------------------------------------------------- | --------------------------------------------------------- | --------------------------------------------------------- | --------------------------------------------------------- | --------------------------------------------------------- | --------------------------------------------------------- | --------------------------------------------------------- |
| 1921                                                      | 1945                                                      | 1960                                                      | 1970                                                      | 1975                                                      | 1988                                                      | 1998                                                      | 2005                                                      | 2010                                                      |
| 3.600                                                     | 22.000                                                    | 60.000                                                    | 120.000                                                   | 175.264                                                   | 332.998                                                   | 461.618                                                   | 573.000                                                   | 659.223                                                   |